# یون سانگ هیون (بازیگر، زاده ۲۰۰۲)
یون سانگ هیون (کره‌ای: 윤상현؛ زادهٔ ۲۰۰۲) بازیگر اهل کره جنوبی است. او حرفه بازیگری خود را با ایفای نقش در زیر چتر ملکه آغاز کرد.

## اوایل زندگی
یون سانگ هیون زادهٔ ۲۰۰۲ در بوسان، کره جنوبی است. او در حال تحصیل در دانشگاه دونگ‌گوک در دپارتمان تئاتر و فیلم است. یون یک خواهر دارد. به دلیل کسب‌وکار پدرش، اغلب از جایی به جای دیگر نقل مکان می‌کردند. یون پس از لذت بردن از شرکت در آکادمی بازیگری در سال اول دبیرستان، به سئول رفت.

## فیلم‌شناسی

### فیلم
| سال  | عنوان            | نقش        | منابع |
| ---- | ---------------- | ---------- | ----- |
| ۲۰۲۵ | Love Untangled   | بک سونگ ره | [ ۵ ] |
| ن/م  | Mad Dance Office | هیون دوک   | [ ۶ ] |

### مجموعه تلویزیونی
| سال  | عنوان           | نقش           | توضیحات | منابع |
| ---- | --------------- | ------------- | ------- | ----- |
| ۲۰۲۳ | زیر چتر ملکه    | شاهزاده مو آن |         | [ ۷ ] |
| ۲۰۲۴ | دکتر اسلامپ     | نام با دا     |         | [ ۸ ] |
| ۲۰۲۴ | خانواده انتخابی | لی جون هو     |         | [ ۹ ] |